# IRobot
Fundada em 1990 e incorporada em Delaware, em 2000, a iRobot Corporation projeta robôs. A iRobot é um empresa pública da Nasdaq, com sede em Bedford, Massachusetts.
A iRobot Corporation, sediada em Burlington_(Massachusetts), Massachusetts, é uma empresa privada especializada no design de dispositivos robóticos para empresas, lares e instituições. Foi fundada em 1990 por Rodney Brooks, Colin Angle e Helen Griener, que também trabalharam no laboratório de inteligência artificial do MIT.
O produto mais conhecido da iRobot é o Roomba, um Robô aspirador para uso doméstico. A empresa também fabrica uma linha de Packbots, robôs utilizados pela polícia e pelo exército para desativação de explosivos.
Atualmente, eles oferecem uma plataforma de robô móvel pré-montada chamada Create® 2, projetada para que estudantes e desenvolvedores possam programar comportamentos, sons e movimentos, além de adicionar componentes eletrónicos adicionais ao robô.
Em 2022, a Amazon chegou a um acordo para adquirir a iRobot Corporation por 1,7 biliões de dólares. A Comissão Federal de Comunicações contestou a aquisição, que foi criticada pela Fight for the Future, Electronic Frontier Foundation e pelo Center on Privacy and Technology da Universidade de Georgetown.